# Ulf Miehe
Ulf Miehe (né le 11 mai 1940 à Wusterhausen/Dosse, dans le land de Brandebourg et mort le 13 juillet 1989 à Munich, Bavière) est un réalisateur, un scénariste et un romancier allemand.

## Biographie
Ulf Miehe remporte le Grand prix au Festival des films germaniques en 1974 pour son film John Glückstadt dont il avait aussi écrit le scénario.
En plus du film L'Homme invisible (de) (1987), son dernier film, Miehe est l'auteur de plusieurs scénarios et romans policiers, comme Ich habe noch einen Toten in Berlin et Lilli Berlin.

## Filmographie

### Adaptation
- 1974 : Output, film allemand réalisé par Michael Fengler, adaptation de Ich hab' noch einen Toten in Berlin

### En qualité de scénariste pour le cinéma
- 1970 : Jimi, Court métrage allemand réalisé par Marran Gosov
- 1971 : Jaider, der einsame Jäger, film allemand réalisé par Volker Vogeler
- 1973 : Verflucht, dies Amerika, film allemand réalisé par Volker Vogeler
- 1975 : John Glückstadt, film allemand réalisé par Ulf Miehe
- 1987 : L'Homme invisible (de), film allemand réalisé par Ulf Miehe

### En qualité de scénariste pour la télévision
- 1971 : Zwischen uns beiden, téléfilm allemand réalisé par Roger Fritz
- 1985 : 1 épisode de la série télévisée Es muß nicht immer Mord sein
- 1985 - 1986 : 3 épisodes de la série télévisée Der Fahnder
- 1987 : 3 épisodes de la série télévisée Tatort

### En qualité de réalisateur pour le cinéma
- 1975 : John Glückstadt
- 1987 : L'Homme invisible (de)

## Œuvre littéraire
- Ich hab noch einen Toten in Berlin (1973)
- Puma (1976)
- Lilli Berlin (1981)